# Zdeněk Šimek

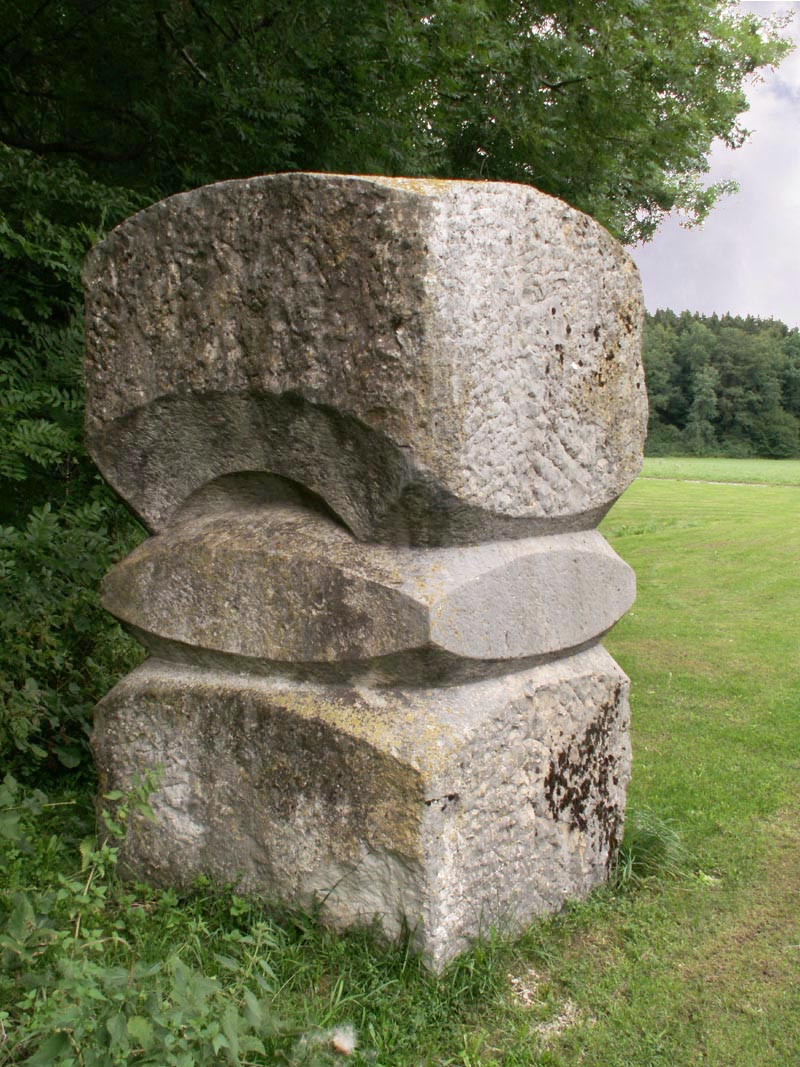
Sculptuur Skulpturenfeld Oggelshausen

Zdeněk Šimek (Veselí nad Lužnicí, 19 april 1927 – Praag, 27 oktober 1970) was een Tsjechische beeldhouwer.

## Leven en werk
Šimek bezocht de academie voor architectuur en design (Vysoké škole uměleckoprůmyslové) bij Josef Wagner, waar hij beeldhouwkunst studeerde. Medestudenten waren Olbram Zoubek en diens latere echtgenote Eva Kmentová. In 1964 werd hij lid van de tot 1970 bestaande kunstenaarsgroepering Trasa. Het werk van Šimek wordt gerekend tot de Tsjechische, naoorlogse abstracte kunst en is sterk minimalistisch.
Het werk van Šimek behoort tot de permanente collectie abstract beeldhouwwerk van het museum voor moderne en hedendaagse kunst Veletržní Palác (onderdeel van de Nationale Galerie) in Praag.
Een van zijn laatste werken was een stenen zonnewijzer, die hij in 1969 (als amateur-astronoom) had ontworpen voor de stad Prachatice. Het werk werd begin zeventiger jaren postuum uitgevoerd.

## Beeldhouwersymposia
Als steenbeeldhouwer heeft Šimek deelgenomen aan enkele symposia:
- 1966: Beeldenpark symposium Hořice (het oprichtingsjaar)
- 1967: Symposion Krastal in Oostenrijk en Symposium Lüneburger Heide in Duitsland
- 1969/70: Skulpturenfeld Oggelshausen in Oggelshausen (Duitsland)

- Gemeinsame Normdatei: 1013121198
- International Standard Name Identifier: 0000 0001 2029 805X
- Library of Congress Control Number: no2009172851
- Nationale Bibliotheek van Tsjechië: xx0013620
- RKD-Nederlands Instituut voor Kunstgeschiedenis: 267172
- Virtual International Authority File: 85387445
- WorldCat: E39PBJvCRHDV6cJXfWjMqPWCcP